# الجائزة الوطنية للكتاب (الولايات المتحدة الأمريكية)
جائزة الكتاب الوطني للرواية في الولايات المتحدة الأمريكية هي واحدة من خمس جوائز الكتاب الوطني تُمنح سنويًا تكريمًا للأعمال الأدبية البارزة التي كتبها مواطنو الولايات المتحدة الأمريكية، ومنذ عام 1987 تتولى مؤسسة الكتاب الوطنية تنظيم هذه الجوائز والإشراف عليها. وهي جوائز "من الكتّاب إلى الكتّاب"، حيث يتولى تقييم الأعمال واختيار الفائزين لجنة من الكتّاب المعروفين بتقديم أعمال متميزة في مجالاتهم الأدبية.  يتألف المحكّمون على الجائزة من خمسة "كتّاب يُعرف عنهم أنهم يقدّمون أعمالًا متميزة في نوعهم الأدبي أو مجال تخصّصهم". 

## تاريخ الجائزة
كانت فئة الرواية العامة واحدة من أربع فئات أُعيد اعتمادها عند إعادة إطلاق جوائز الكتاب الوطني في عام 1950. وخلال عدة سنوات ابتداءً من عام 1980، وقبل تأسيس المؤسسة الحالية، كانت هناك فئات متعددة للأعمال الروائية، مثل: الرواية بنسختها الورقية، والروائية بنسختها المجدولة (الصلبة)، والرواية الأولى أو أول عمل سردي. ومن عام 1981 حتى 1983، كانت هناك فئتان منفصلتان لأدب الأطفال: نسخة ورقية ونسخة مجلدة. وفي عام 1980 فقط، قُدمت خمس جوائز لأعمال في فئات: الرواية البوليسية، والخيال العلمي، ورواية الغرب الأمريكي.  عندما احتفلت المؤسسة بالذكرى الستين للجوائز بعد الحرب في عام 2009، كانت جميع الأعمال الفائزة السابقة في فئة الرواية — وعددها 77 عملاً — متوفرة بطبعات منشورة، باستثناء ثلاثة فقط.  شملت الأعمال الـ77 جميع الفائزين الثمانية لعام 1980، لكنها استثنت الفائزين في فئة أدب الأطفال من سنة 1981 إلى سنة 1983. 
تُمنَح الجائزة لكتاب واحد ألّفه مواطن أمريكي ونُشر في الولايات المتحدة خلال الفترة من 1 دجنبر إلى 30 نونبر. تقبل مؤسسة الكتاب الوطنية الترشيحات من دور النشر حتى 15 يونيو، وتشترط إرسال نسخ من الكتب المرشحة إلى أعضاء لجنة التحكيم بحلول غشت، ثم تُعلن عن خمسة مرشحين نهائيين في شهر أكتوبر. ويُعلن عن الفائز في يوم الحفل الختامي في نونبر. تبلغ قيمة الجائزة 10,000 دولار أمريكي وتمثال برونزي، بينما يحصل بقية المرشحين النهائيين على 1,000 دولار، وميدالية، وشهادة تقدير مكتوبة من لجنة التحكيم. 

## جوائز الكتاب الوطني للرواية
من عام 1935 حتى 1941، كانت تُمنح ست جوائز سنوية لفئة الرواية العامة، وكان لقب "اكتشاف بائع الكتب" أو "أكثر الكتب أصالة" يُمنح أحيانًا لرواية. من عام 1980 إلى 1985، تم تقديم ست جوائز سنوية للروايات الأولى أو الأعمال السردية الأولى. في عام 1980، قُدمت خمس جوائز لفئات الرواية البوليسية، والرواية الغربية، والخيال العلمي. كما تم منح العديد من الجوائز للأعمال الروائية ضمن فئات كتب الأطفال وأدب الشباب. 

## الفائزون في فئة الرواية العامة
تغطي هذه القائمة الجوائز الممنوحة بعد الحرب فقط (أما الجوائز السابقة للحرب فتأتي لاحقًا)، وهي خاصة بفئة الرواية العامة الموجهة للقراء البالغين: فائز واحد سنويًا منذ عام 1950، باستثناء الفترة بين 1973 و1975 حيث تم اختيار فائزين دون تمييز، والفترة بين 1980 و1983 حيث مُنحت الجوائز لفائزين في فئتي الغلاف الصلب والغلاف الورقي.
لكل جائزة، يُذكر الفائز أولًا، يليه المرشحون النهائيون. ما لم يُذكر خلاف ذلك، يُشير العام المذكور إلى سنة منح الجائزة عن كتب نُشرت في العام السابق. على هذا النحو، فإن جائزة عام 1950 مُنحت عن كتب نُشرت في عام 1949.